# نيكولاس كوزا
نيكولاس كوزا (بالفرنسية: Nicolas Cozza)‏ (مواليد 8 يناير 1999) هو لاعب كرة قدم فرنسي يلعب في مركز قلب الدفاع أو الظهير الأيسر في نادي مونبلييه.

## روابط خارجية
- نيكولاس كوزا على موقع الاتحاد الأوربي (الإنجليزية)
- نيكولاس كوزا على موقع رابطة كرة القدم الفرنسية للمحترفين (الإنجليزية)
- نيكولاس كوزا على موقع قاعدة بيانات كرة القدم.إي يو (الإنجليزية)
- نيكولاس كوزا على موقع ليكيب (الفرنسية)
- نيكولاس كوزا على موقع Soccerway.com (الإنجليزية)
- نيكولاس كوزا على موقع عالم كرة القدم.نت (الإنجليزية)
- نيكولاس كوزا على موقع AS.com (الإسبانية)